# Суфіяров Ільдар Філоретович
Ільда́р Філоре́тович Суфія́ров (рос. Ильдар Филоретович Суфияров; 15 листопада 1971, Уфа, РРФСР — 12 квітня 2024, Сіверськодонецький район, Україна) — російський офіцер, старший лейтенант ЗС РФ. Герой Російської Федерації.

## Біографія
В 1989/94 роках навчався в Уфимському нафтовому інституті, пройшов підготовку офіцера запасу на військовій кафедрі. Після цього майже 30 років працював інженером ВАТ «Башнафта — Уфимський нафтопереробний завод».
В травні 2023 року підписав контракт з ЗС РФ. З 1 червня 2023 року — командир 2-го мотострілецького взводу 2-ї мотострілецької роти 1-го мотострілецького батальйону 31-го мотострілецького полку «Башкортостан» 67-ї мотострілецької дивізії. З вересня 2023 року брав участь у вторгненні в Україну. Загинув у бою.

## Нагороди
- Звання «Герой Російської Федерації» (18 вересня 2024, посмертно)[2][3][4][5][6]